# 脊髄空洞症
脊髄空洞症（せきずいくうどうしょう、英：Syringomyelia）とは、脊髄の中に液体（主に脳脊髄液）の溜まった腔ができた状態である。名称内に「空洞」とあるが、脊髄内部に空気が貯留しているわけではない。脊髄内に形成された空洞の大きさに応じ、様々な程度の脊髄症状（四肢の運動麻痺や知覚障害、膀胱直腸障害）が出現する。
脊髄中心部に存在する脊髄中心管が拡大する水髄症 (hydromyelia) と、脊髄実質内に髄液が貯留する狭義の脊髄空洞症に分類される。しかし、これらを臨床的に区別することは困難であり、両者が混在することも多いため、2つの病態をまとめて脊髄空洞症と呼んでいる。また、空洞と第四脳室の交通性の有無により、交通性空洞と非交通性空洞にも分類される。
脊髄空洞症の原因は多岐にわたり、アーノルド・キアリ奇形に伴うものが有名であるが、くも膜炎、外傷、脊髄梗塞、出血、炎症性疾患に伴うものなどもある。
国が定める特定疾患（指定難病）である。

## 分類

### キアリ奇形によるもの
キアリI型奇形の50-80%、II型奇形の19-22.5%に脊髄空洞症を合併すると報告されている。特に、I型奇形において進行性の脊髄症を呈する場合や空洞が徐々に増大している場合は外科的治療を検討する。
手術は一般的に、大後頭孔減圧術で行われる。そのほか、空洞内と脊髄周囲のくも膜下腔内の間にチューブを留置する「空洞-くも膜下腔シャント術」が行われる場合もある。

### 癒着性くも膜炎によるもの
脳脊髄液通過部位が、炎症などで閉塞することによる。

## 症状
- 空洞により、脊髄が内部から圧迫されることで脊髄症状が出現する。したがって、脊髄内部の内側寄りに存在する灰白質の一側性障害から出現することが多い。空洞が存在する脊髄髄節において温痛覚が障害され、深部覚が温存される解離性感覚障害が認められる。また、脊髄空洞症は頸髄にできることが多いため、後頚部から上腕にかけての温痛覚が障害される「宙づり型温痛感覚低下」が認められる。
- 上肢の筋力低下と筋萎縮も認められる。
- 症状は片側から始まることが多いが、空洞が進行して拡大すると両側性となる。また、脊髄内部の外側寄りに存在する白質にまで圧迫がおよぶと、下肢の麻痺や知覚障害も出現する。
- 脊柱の側弯を合併することもある。脊髄空洞症の30-50%に側弯症が合併しているとの報告があり、特にキアリ奇形に合併した脊髄空洞症に多く見られる。

## 診断
脊髄MRIで診断可能である。脊髄空洞症を認めた場合、その原因を確認する必要がある。すなわち、頭蓋頸椎移行部において小脳扁桃の下垂が無いかを確認し、下垂がみられればキアリ奇形の診断となる。また、空洞の中に腫瘤が形成されていないかを確認し、腫瘤が認められた場合には上衣腫や血管芽腫などの脊髄腫瘍の存在を疑い、造影MRI検査も追加すべきである。

## 治療法
- キアリ奇形が原因のものであれば、大後頭孔減圧術が第一選択となる。
- キアリ奇形が原因であっても、大後頭孔減圧術が無効な症例では空洞-くも膜下腔シャント術 (syrinx-subarachnoid shunt; S-S shunt) を考慮する。
- 外傷や感染後の癒着性くも膜炎が原因の場合は、癒着の範囲が広くなければ癒着剥離術や空洞-くも膜下腔シャント術を考慮する。
- 一般的に癒着性くも膜炎が原因の脊髄空洞症は、難治であることが多い。
- 外科的手術の適応が乏しいと判断される場合は、しびれや痛みに対する内服薬などの対症療法が選択されることが多い。
- 近年、脊髄空洞症とキアリ奇形の治療として、脊髄下端部の終糸を切離する終糸切離術が有効との見方が注目されている[1]。